# Colin Powell
Colin Luther Powell (født 5. april 1937 i New York, New York, død 18. oktober 2021 i Bathesda, Maryland) var en amerikansk general og USA's 65. udenrigsminister. Han blev indsat i embedet 20. januar 2001 og var den højest rangerende sorte i forsvarsstaben i USA's historie. Han blev udnævnt af George W. Bush den 16. december 2000 og enstemmigt godkendt af det amerikanske senat. Den 26. januar 2005 blev han afløst af Condoleezza Rice.
Powell var national sikkerhedsrådgiver fra 1987 til 1989.

## Karriere
Powell var professionel soldat i 35 år og avancerede til 4-stjernet general.
Under Vietnamkrigen var Powell rådgiver fra 1962 til 1963. Han var igen i Vietnam fra 1968 til 1970, hvor han avancerede fra executive officer til major.
Han blev senere anklaget for at neddysse oplysningerne fra et brev fra Tom Glen fra 11th Light Infantry Brigade. Det handlede om My Lai-massakren. Powell skrev: "En faktisk gendrivelse viser fremragende forbindelser mellem de amerikanske soldater og det vietnamesiske folk." Powells vurdering blev kaldt hvidvaskning af massakren. Powell har senere udtalt: "Jeg var i en enhed, som jeg føler, var ansvarlig for My Lai. Men i krig er den slags forfærdelige ting noget som sker hver dag, igen og igen. Men de mangler stadigvæk at blive beklaget".
Powell blev "senior military assistant" for forsvarsminister Caspar Weinberger, som han assisterede under invasionen af Grenada (1983) og under luftangrebet på Libyen (1986).
Powell beklædte (1987 til 1989) stillingen som national sikkerhedsrådgiver for Ronald Reagan.
I USA blev Powells loyalitet som officer værdsat meget højt. Som en militærstrateg slog han ofte til lyd for en tilgang til militære konflikter, Powell-doktrinen, der maksimerer mulighederne for succes og minimerer tab. Et element i denne tankegang er brugen af overvældende magt, som han anvendte, da han i 1991 som USA's stabschef (1989 til 1993) ledte de amerikanske styrker i Operation Desert Storm, Golfkrigen.

## Død
Den 18. oktober 2021, mens Powell blev behandlet for leukæmi, døde han af en covidinfektion, 84 år gammel. Han var blevet fuldt vaccineret men kræftsygdommen havde svækket hans immunforsvar.